# 1989

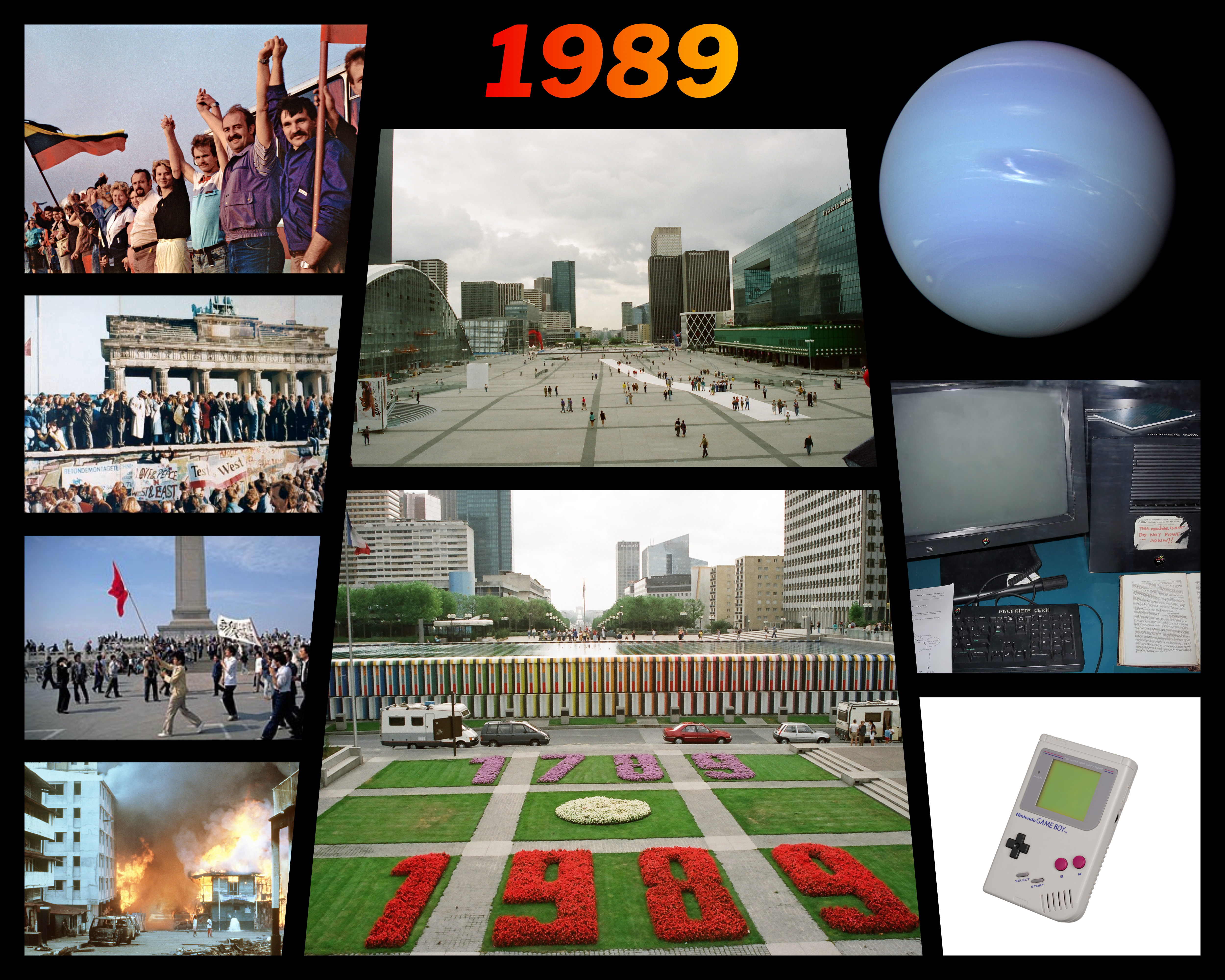

1989 (MCMLXXXIX) var ett normalår som började en söndag i den gregorianska kalendern.

## Händelser

### Januari
- 1 januari omyndighetsförklaringen upphävs i Sverige.
- 4 januari – Amerikanska F-14-krigsflygplan från hangarfartyget USS John F. Kennedy skjuter ner libyska jetdrivna jaktflygplan av typen MiG-23 över Medelhavet, 70 mil norr om Libyens kust. Den amerikanska piloten hävdar att de libyska flygplanen visat fientliga avsikter[1].

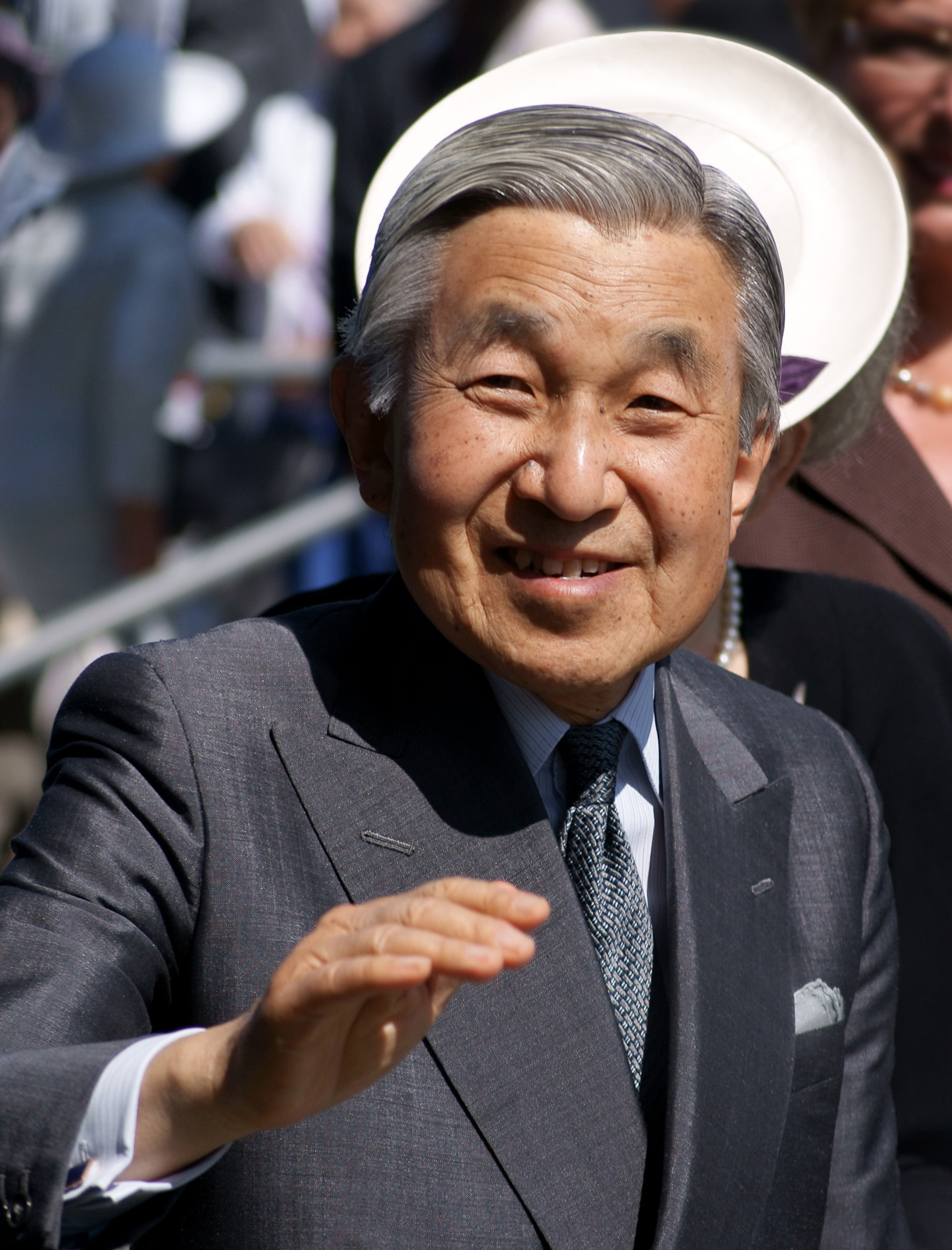
Heisei blir Japans nya kejsare.

- 7 januari – Heisei (Akihito) blir Japans nya kejsare.
- 10 januari – För första gången på länge finns inget underskott i den svenska statsbudgeten. Löfte ges om att valutaregleringen skall avskaffas[2].
- 12 januari – Den estländska ön Ösel undertecknar vänortsavtal med Gotland. Detta är historiskt, eftersom det är det första avtal Estland tecknar med något europeiskt land.
- 15 januari – Över 120 personer omkom och 1 000 skadas vid en tågkollision i Indien[3].
- 20 januari
  - Lönetaket för statligt anställda i Sverige slopas[4].
  - George Bush efterträder Ronald Reagan som USA:s president,[5] och samtidigt blir Dan Quayle USA:s nye vicepresident.
- 25 januari – Investeringsbanken uppgår i PKbanken[4].
- 26 januari – Sveriges regering ombildas. En okänd kommunalpolitiker från Katrineholm, Göran Persson, blir skolminister[2] och Maj-Lis Lööw blir invandrarminister[6].
- 28 januari – Ett argentinskt underhållsfartyg går på grund och sjunker öster om Antarktishalvön. 800 ton olja läcker ut och bildar ett 16 kilometer långt oljebälte som dödar pingviner, fiskar och krill[7].

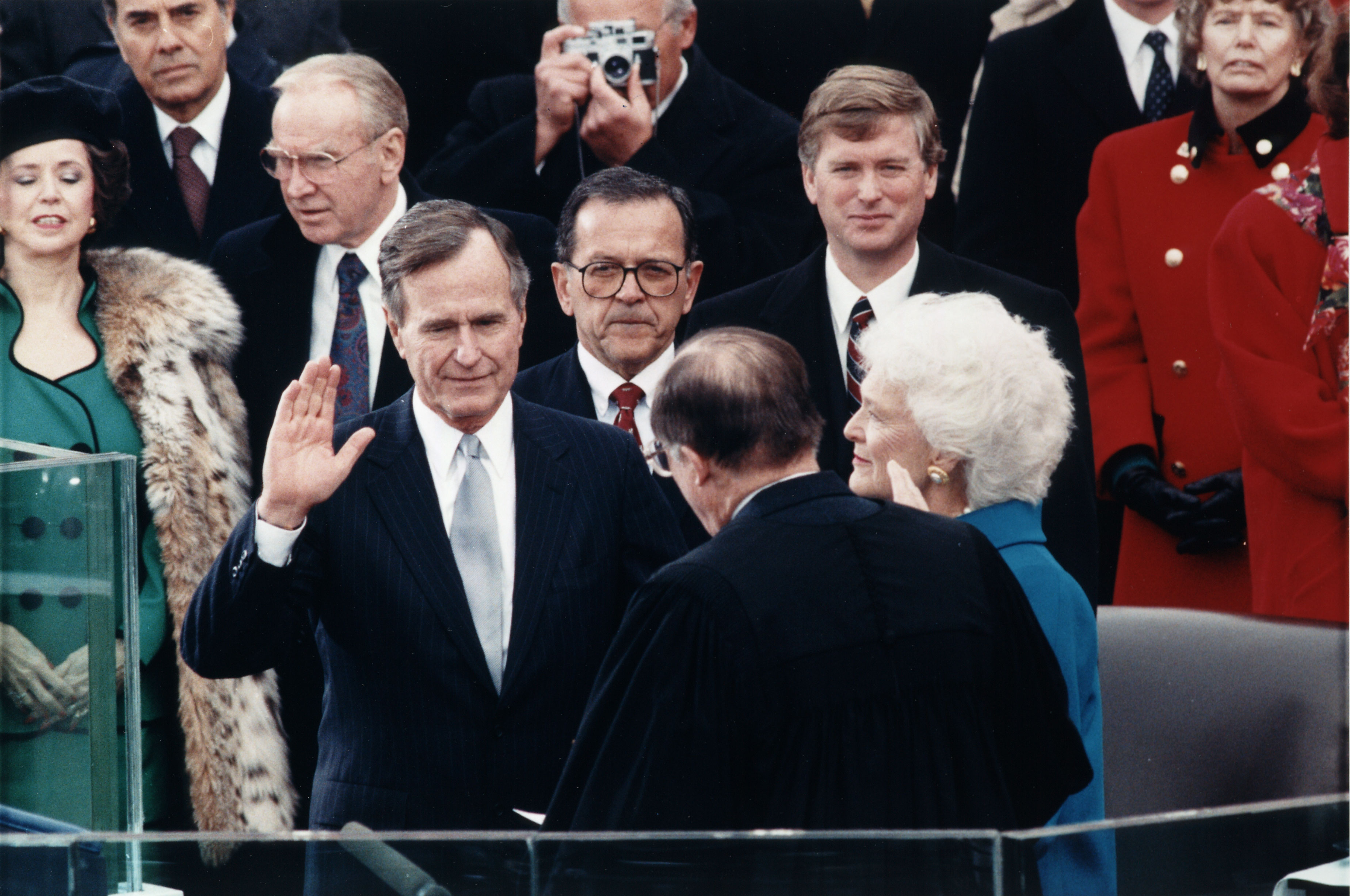
George Bush svärs in som USA:s 41:a president av chefsdomaren William Rehnquist 20 januari 1989

### Februari
- 2 februari – Ett JAS-flygplan kraschlandar vid provflygning på Saabs flygfält i Linköping[8]. Projektet är nu 7 miljarder (17 %) dyrare än beräknat, och försenas ett år[2]. Flygplanet, som är det enda exemplaret, totalförstörs, men piloten klarar sig med lättare skador[6]. Kraschen sker inför ett TV-team.
- 8 februari – 144 personer omkom då en Boeing 707 krockar med en bergstopp över Azorerna[3].
- 14 februari
  - De första 24 satelliterna för Global Positioning System placeras i omloppsbana.
  - Irans andlige ledare Ruhollah Khomeini utfärdar en dödsdom över författaren Salman Rushdie, bosatt i London, för ett denne i romanen "Satansverserna" anses ha behandlat profeten Muhammed respektlöst[8], 2 miljoner US-dollar utlovas[9].
- 15 februari – De sista sovjetiska soldaterna lämnar Afghanistan[9].
- 19 februari
  - Världens största sfäriska byggnad, Globen i Stockholm, invigs[9].
  - Ingemar Stenmark vinner sin sista världscupseger i Aspen, USA.
- 24 februari – Algeriet blir flerpartistat.[10]
- 27 februari – Ett peruanskt fartyg stöter på grund och läcker ut 110 kubikmeter olja som i ett långt bälte driver mot Antarktiska halvön[7].
- 28 februari – Karlskoga tingsrätt friar i allt väsentligt Nobel Kemis marknadschef Mats Lundberg och affärsmannen Karl-Erik Schmitz från anklagelserna att ha smugglat krut och sprängämnen till Mellanöstern. Båda döms till dagsböter för smuggling av varuprover[6].

### Mars
- 4 mars – 9 personer omkommer vid tågkrock i Storbritannien[3].
- 13 mars – Kerstin Ekman och Lars Gyllensten lämnar Svenska Akademien på grund av dess svaga agerande mot Salman Rushdies dödsdom[2].
- 16 mars – Jugoslaviens premiärminister Ante Marković lägger fram ett radikalt reformprogram för att rädda Jugoslavien ur krisen.[11]
- 19 mars – Alfredo Cristiani vinner presidentvalet i El Salvador.[12]
- 20 mars – Den tioåriga flickan Helén Nilsson rövas bort och mördas av Ulf Olsson.

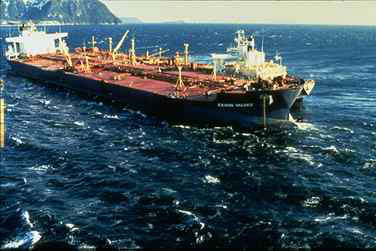
Tankfartyget Exxon Valdez läcker olja i Alaska då det går på grund i Prins Williams sund och över 36 000 fat olja läcker ut och djur och växter skadas svårt i en av de allvarligare oljeskadorna. Det kommer fram att fartygskaptenen vid grundstötningen var berusad.

- 24 mars – Tankfartyget Exxon Valdez läcker olja i Alaska[9] då det går på grund i Prins Williams sund och över 36 000 fat olja läcker ut och djur och växter skadas svårt i en av de allvarligare oljeskadorna. Det kommer fram att fartygskaptenen vid grundstötningen var berusad[7].
- 26 mars – Boris Jeltsin väljs in i Sovjetunionens deputeradekongress[13].
- 29 mars – Yassir Arafat utses till palestinska statens första president[9].
- 30 mars – Den svenska popduon Roxette toppar Billboardlistan i USA med låten The Look[6].

### April

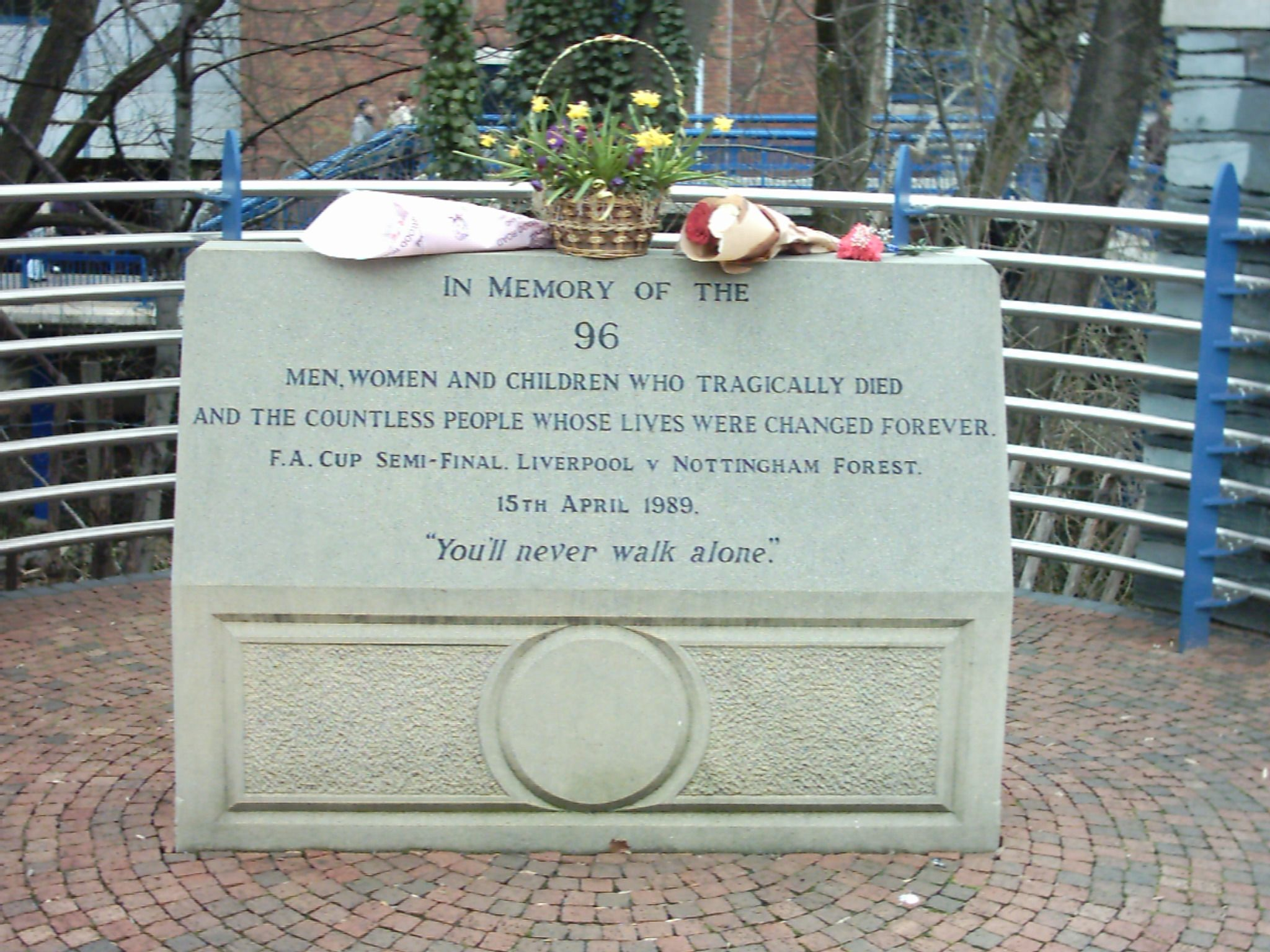
Hillsborougholyckan

- 2 april – PLO:s nationalråd utnämner Yassir Arafat till palestinsk president[13]

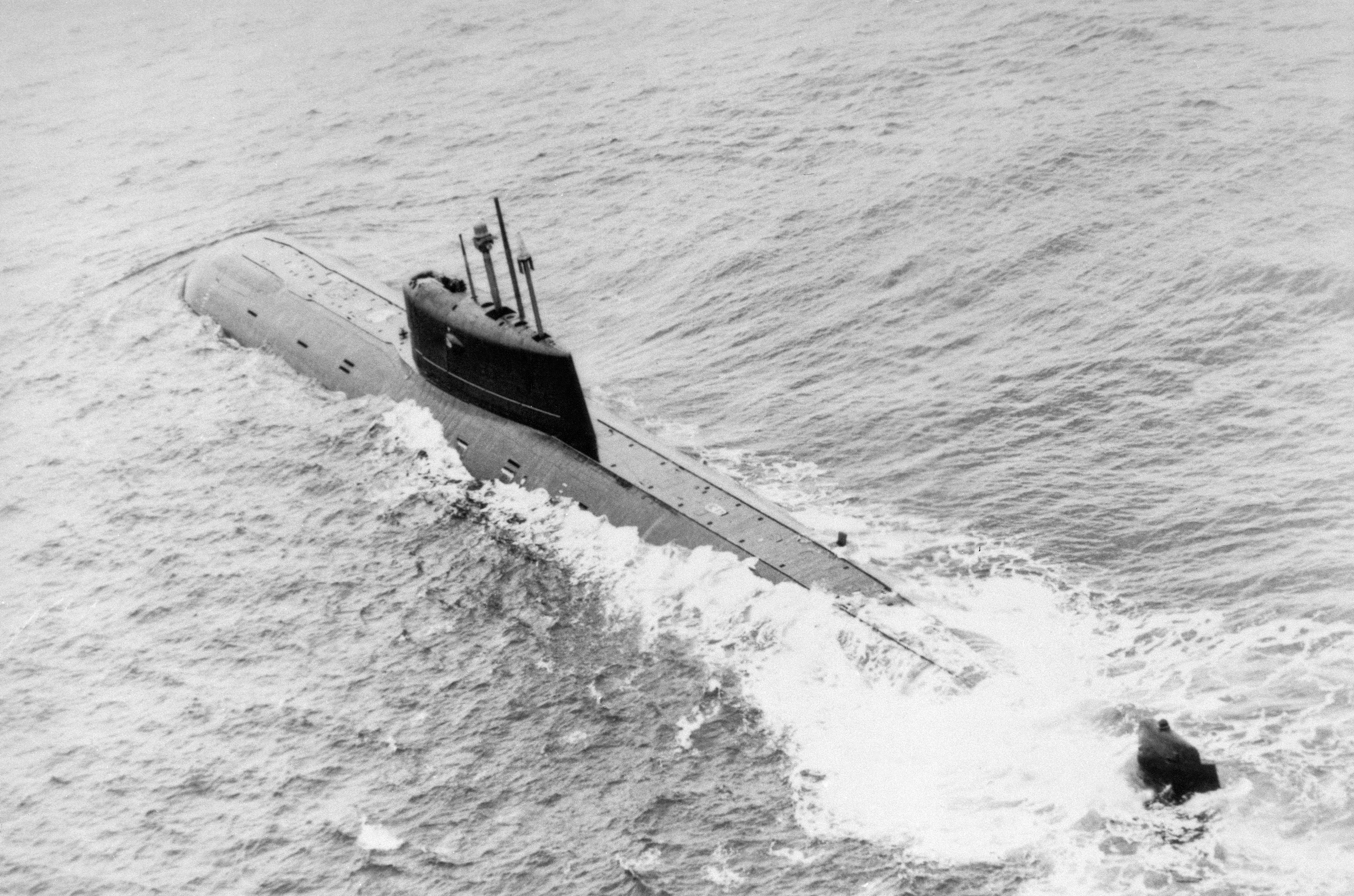
Den sovjetiska atomubåten K-278 Komsomolets sjunker i Norska havet.

- 9 april – Sveriges herrlag blir världsmästare i bordtennis och Jan-Ove Waldner blir singelvärldsmästare genom att besegra Jörgen Persson i finalen[2] med 3–2 i set[6].
- 7 april – Den sovjetiska atomubåten K-278 Komsomolets sjunker i Norska havet[13].
- 14 april – Amerikanska staten övertar Lincoln Savings and Loan Association i Irvine; Charles Keating (varifrån Keating Fives namn kommer – John McCain bland dem) får fängelse, som en del av den stora spar- och lånekrisen som kostar amerikanska skattebetalare nästan $200 miljarder i räddningsaktioner, och många människor deras besparingar.[14]
- 15 april – När Liverpool FC och Nottingham Forest FC spelar FA-cupsemifinal på Hillsboroughstadion i Sheffield uppstår panik på ståplatsläktaren och 96 personer kläms till döds[8].
- 17 april – Polska fackföreningen Solidaritet tillåts åter[13].
- 18 april – 69 personer omkommer vid tågolycka i Indien[3].
- 21 april – Kinesiska studenter demonstrerar på Himmelska Fridens Torg i Beijing.
- 28 april – 5 personer omkommer då ett svenskt privatflygplan störtar över Danmark efter krock med ett segelflygplan[3].

### Maj
- 2 maj
  - Ungern börjar riva taggtråden mot Österrike[9].
  - KU:s slutbetänkande i Ebbe Carlsson-affären kommer. Ingvar Carlsson frias, Anna-Greta Leijon klandras[4].
- 8 maj
  - Moderata samlingspartiets riksdagsledamot Anders Björck väljs till Europarådets ordförande[6].
  - Alla 16 ombord omkommer vid en flygolycka i Oskarshamn. Den socialdemokratiske politikern John-Olof Persson, tidigare finansborgarråd i Stockholm, är en av dem[8] under en morgonflygning[6].
- 11 maj – USA:s president George Bush ger order om att USA skall skicka soldater till Panama där general Manuel Noriega struntat i valresultatet.[1].
- 18 maj
  - De sista sovjetiska trupperna lämnar Afghanistan[13].
  - PLM-chefen Ulf Laurin väljs till ny ordförande i SAF efter Karl Erik Önnesjö[8].
- 28 maj – Burma byter namn till Myanmar[13].

### Juni

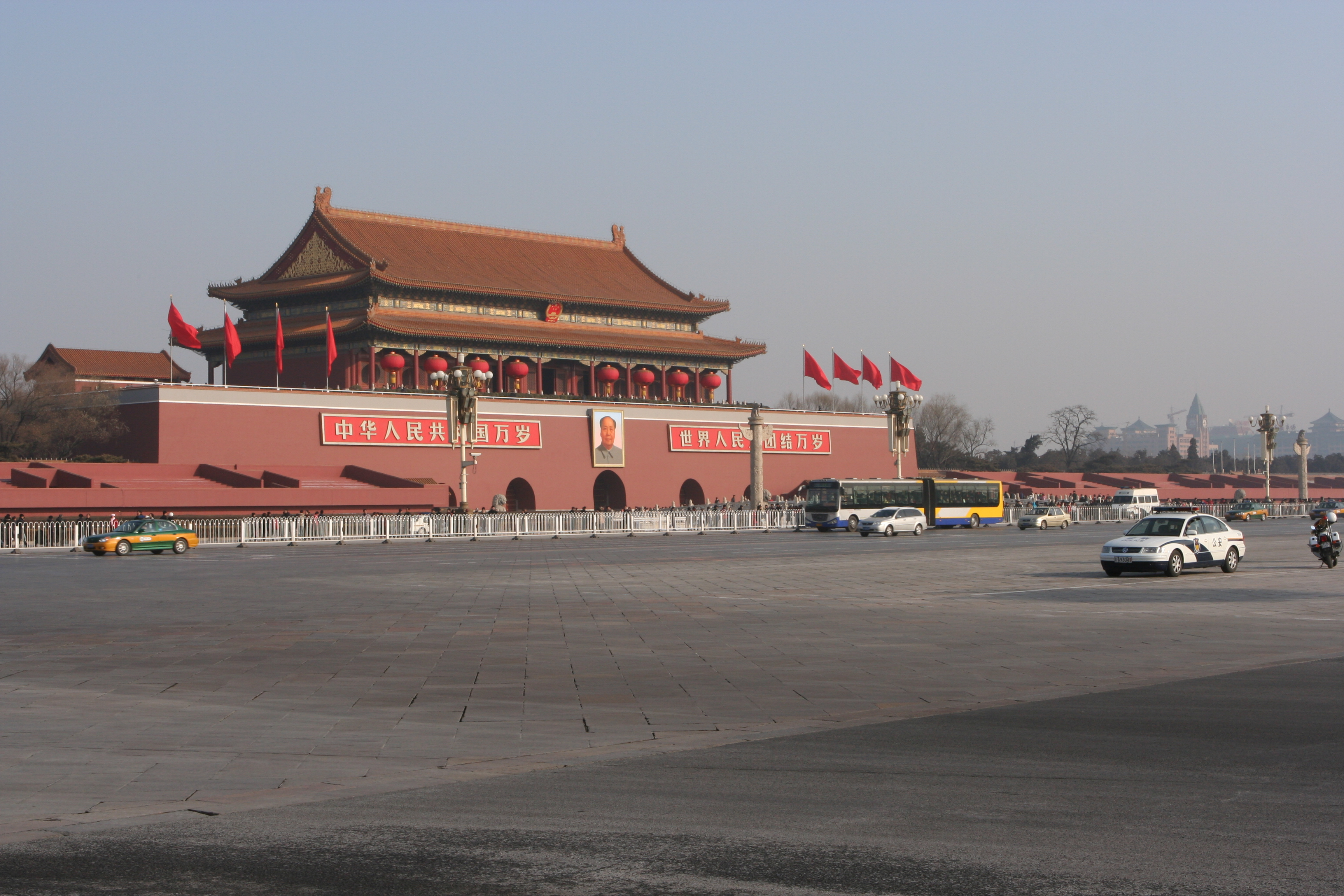
Protesterna och massakern på Himmelska fridens torg.

- 1–10 juni – Påven Johannes Paulus II besöker alla de fem nordiska länderna.
- 3 juni – På transsibiriska järnvägen i Sovjetunionen kör två tåg in i ett gasmoln från en läckande gasledning, gasen antänds och över 800 personer omkommer[3]. Tågen utplånas, och ett tiotal hektar skog förstörs[7].
- 4 juni
  - Kinesiska studenter, som demonstrerar för frihet och rättvisa, dödas i en massaker på Himmelska fridens torg i Kinas huvudstad Peking[8] där hundratals personer dödas[9].
  - Solidaritet får över 80 % i Polens första fria val på 40 år[13].
- 5 juni – Rättegången mot Christer Pettersson (misstänkt för mordet på Olof Palme) inleds[2].
- 7 juni – 162 personer omkommer vid flygolycka i Surinam[3].
- 8 juni – Med sitt besök i Stockholm blir Johannes Paulus II första romersk-katolska påve att besöka Sverige[8].
- 12 juni
  - Sovjetunionens ledare Michail Gorbatjov möts av ovationer från folket under ett besök i Västtyskland, där rena "Gorbifebern" uppstår[8].
  - Saab-Scanias personbilar redovisar en jätteförlust, vilket innebär att 1 500 anställda måste sägas upp[2].
- 24 juni – I USA går medieföretagen Time Inc. och Warner samman till en stor koncern[8].
- 26 juni – 42-årige förtidspensionären Christer Pettersson döms till livstids fängelse för mordet på Olof Palme. Rätten är inte enig i sitt utslag[8], då dess två jurister reserverar sig. De sex nämndemännen är dock eniga om fällande dom[6].

### Juli

111 personer omkommer och 178 personer överlever en flygkrasch i Sioux City, Iowa, USA.

- 5 juli – Första avsnittet av Seinfeld visas i amerikansk TV.[9]
- 19 juli
  - 111 personer omkommer och 178 personer överlever en flygkrasch i Sioux City, Iowa, USA.
  - Fermentas förre ägare, Refaat El-Sayed, döms till fem års fängelse för svindleri.[2]
- 25 juli – En skogsbrand härjar i mellersta Kanada i ett 900 000 hektar stort område. 19 000 personer evakueras.[7]
- 27 juli
  - 78 personer omkommer och 121 överlever då en sydkoreansk DC-10 kraschar i Libyen.
  - Ulf Olsson begår ytterligare ett mord, denna gång på den 26-åriga Jannica Ekblad från Malmö.

### Augusti
- 20 augusti – 57 personer omkommer då nöjesbåt sjunker på Themsen efter krock[3].

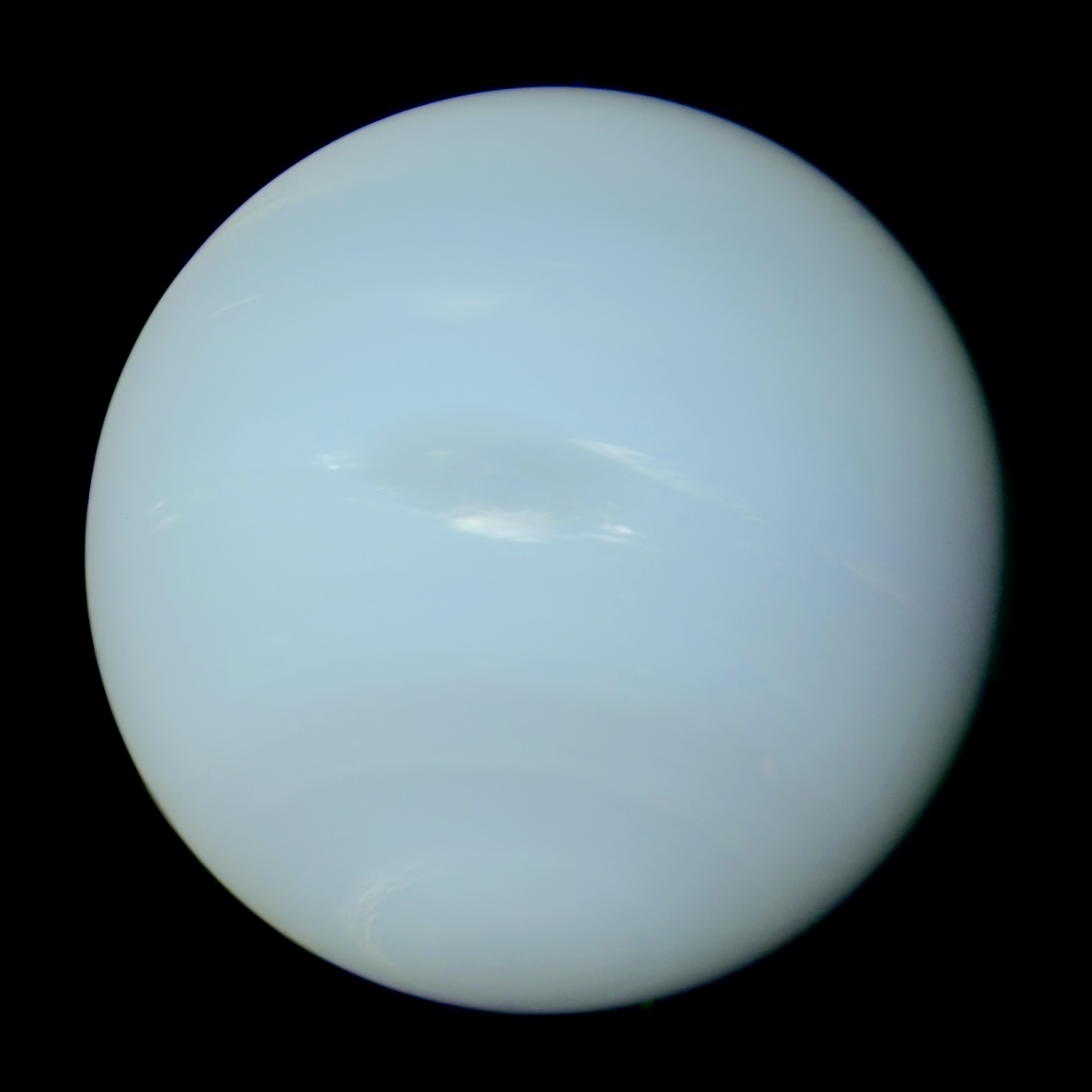
Neptunus.

- 23 augusti – Tadeusz Mazowiecki, styresman i Solidaritet, bildar regering på uppdrag av Wojciech Jaruzelski och blir östblockets förste icke-kommunistiska premiärminister[8].
- 25 augusti – USA:s obemannade rymdsond Voyager 2 anländer till Neptunus.

### September

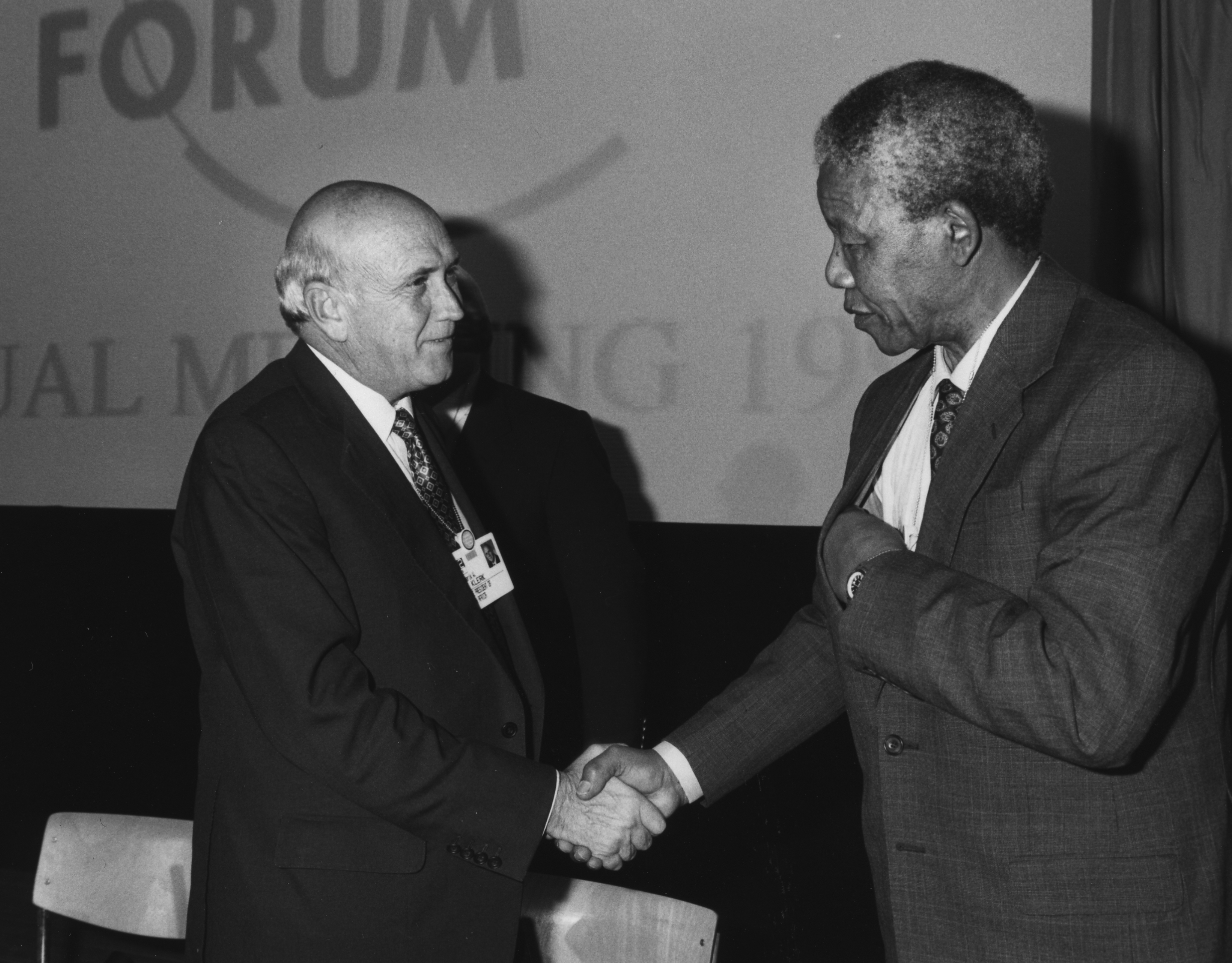
F.W. de Klerk blir Sydafrikas president.

- 3 september – 126 personer omkommer då ett kubanskt Iljusjinflygplan störtar efter starten i Havanna, Kuba[3].
- 8 september – 55 personer omkommer då ett norskt flygplan, Convair 580 Metropolitan Partnair Flight 394, störtar i Skagerrak[3].
- 10 september
  - Ungerns regering beslutar att tillåta personer som flytt från Östtyskland till Ungern att resa vidare till väst[8].
  - 164 personer omkommer vid fartygskollision på Donau[3] mellan rumänska färjan Mogosoaia och bulgariska Peter Karaminchev.
- 11 september – Norge håller Stortingsval.
- 14 september – F.W. de Klerk blir Sydafrikas president[13].
- 15 september – USA:s president George Bush meddelar att USA skall skicka soldater till Bolivia, Colombia och Peru i kampen mot illegala drogsmugglare. USA har redan 50-100 militära rådgivare i Colombia[1].
- 17 september – Två tankfartyg kolliderar och tar eld vid Storbritanniens östkust. 100 ton olja rinner ut, varvid ett 8 kilometer långt bälte som driver söderut bildas[7].
- 19 september – 171 personer omkommer då en fransk DC-10 störtar i Niger[3].
- 25 september
  - USA och Sovjetunionen lovar skrota 98 % av sina kemiska vapen[13].
  - Passagerarfartyget M/S Princess of Scandinavia börjar brinna på resa mellan Göteborg och Harwich. Två personer omkommer.
  - 50 personer omkommer då en buss störtar från en bro i Bangladesh[3].

### Oktober
- 2 oktober – 4 personer omkommer då ett nattåg på Västkustbanan i Sverige krockar med en lastbil[3].
- 12 oktober – Svea hovrätt frikänner Christer Pettersson, som suttit i häkte i 301 dygn, för mordet på Olof Palme eftersom fullständig bevisning inte föreligger[8].
- 17 oktober – Ett jordskalv med magnituden 7,1 på Richterskalan inträffar i Loma Prieta-bergen söder om San Francisco. 63 människor omkommer och materiella skador för cirka 6 miljarder dollar uppkommer.
- 18 oktober – Östtysklands 77-årige stats- och kommunistpartichef Erich Honecker avgår, officiellt på grund av hälsoskäl[8].

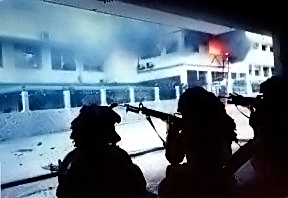
USA:s invasion av Panama.

- 20 oktober – USA invaderar Panama för att störta general Manuel Noriega och återinsätta den i maj 1989 valda lagliga regeringen[13].
- 21 oktober – 132 personer omkommer och 15 överlever då en Boeing 727 störtar i Honduras[3].
- 23 oktober – Ungern inför flerpartisystem och parlamentarism på 33-årsdagen av Ungernrevoltens utbrott[8].
- 24 oktober – SE-Bankens koncernchef Jacob Palmstierna ställer sin plats till förfogande på grund av misstanke för grova skattebrott[6].
- 26 oktober
  - Michail Gorbatjov lovar att dra tillbaka alla kärnvapenbestyckade ubåtar från Östersjön[13].
  - 54 personer omkommer vid flygolycka i Taiwan[3].
- 31 oktober – August Strindbergs målning Fyrtornet II säljs på auktion i Stockholm för rekordsumman 15,6 miljoner SEK[2].

### November

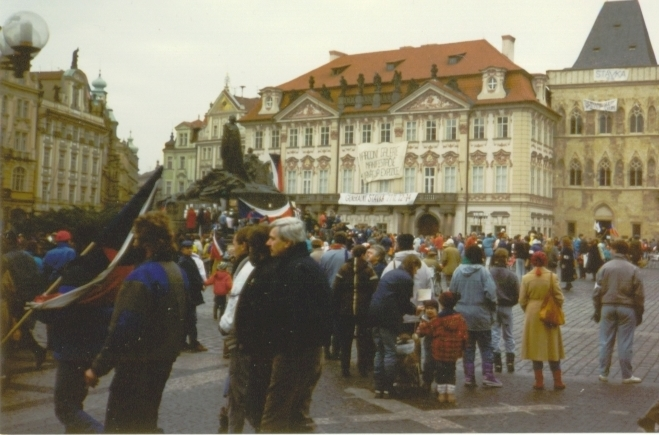
Sammetsrevolutionen.

- 1 november – Det svenska Invandrarverket upprättar tältläger utanför Eslöv för den allt stridare strömmen av flyktingar över Östersjön[2].
- 2 november
  - Christer Pettersson, åtalad för Palmemordet, frikänns[2].
  - Invandrarverkets förläggningar räcker inte för att möta den ökande flyktingströmmen till Sverige, och det blir svårare att få politisk asyl för flyktingar utan pass[6].
- 4 november
  - Taif-avtalet ratificeras, vilket leder till att inbördeskriget i Libanon avslutas.
  - 97 personer omkommer då ett amerikanskt gasborrningsfartyg sjunker[3].
- 7 november – "Århundradets skattereform" sätter en gräns på 50 procent för den svenska marginalskatten[2].

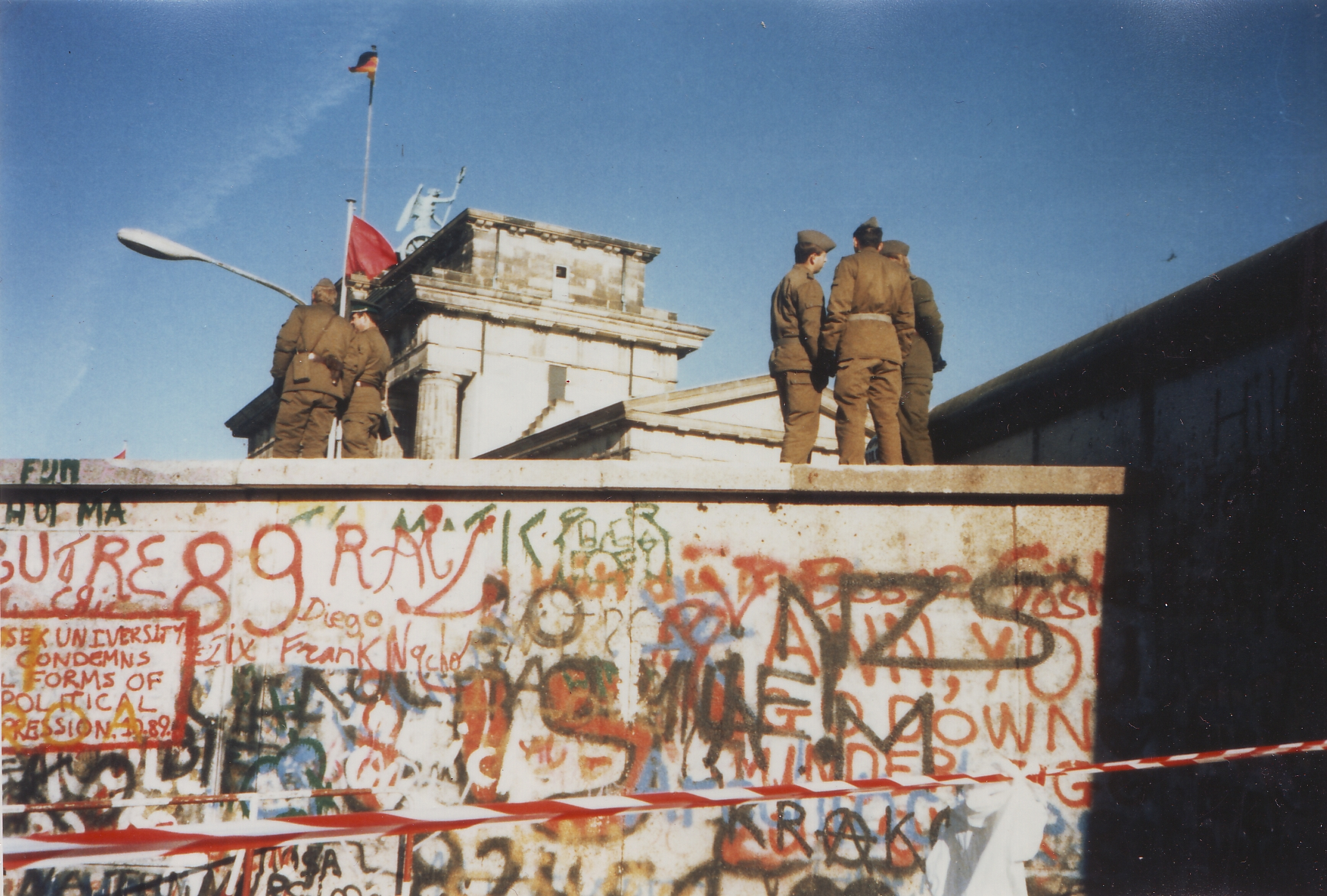
Berlinmuren rivs.

- 9 november – Berlinmuren öppnas, efter beslut av Östtysklands regering, och man kan resa fritt mellan Öst- och Västberlin[8] för första gången sedan 1961.
- 13 november – 10 000 (efter en vecka 17 000) lärare i Sverige går i strejk mot krav på närvaroplikt i skolan utanför undervisningen och obligatorisk fortbildning under sommarlovet.[2]
- 20 november – Förenta Nationerna antar konventionen om barnets rättigheter.
- 28 november – Då miljoner människor i Tjeckoslovakien genomfört en två timmar lång generalstrejk och krävt fria val avskaffas kommunistpartiets monopol[8].
- 30 november – Firandet av Karl XII:s dödsdag orsakar oroligheter i Lund.

### December

Rumänska revolutionen.

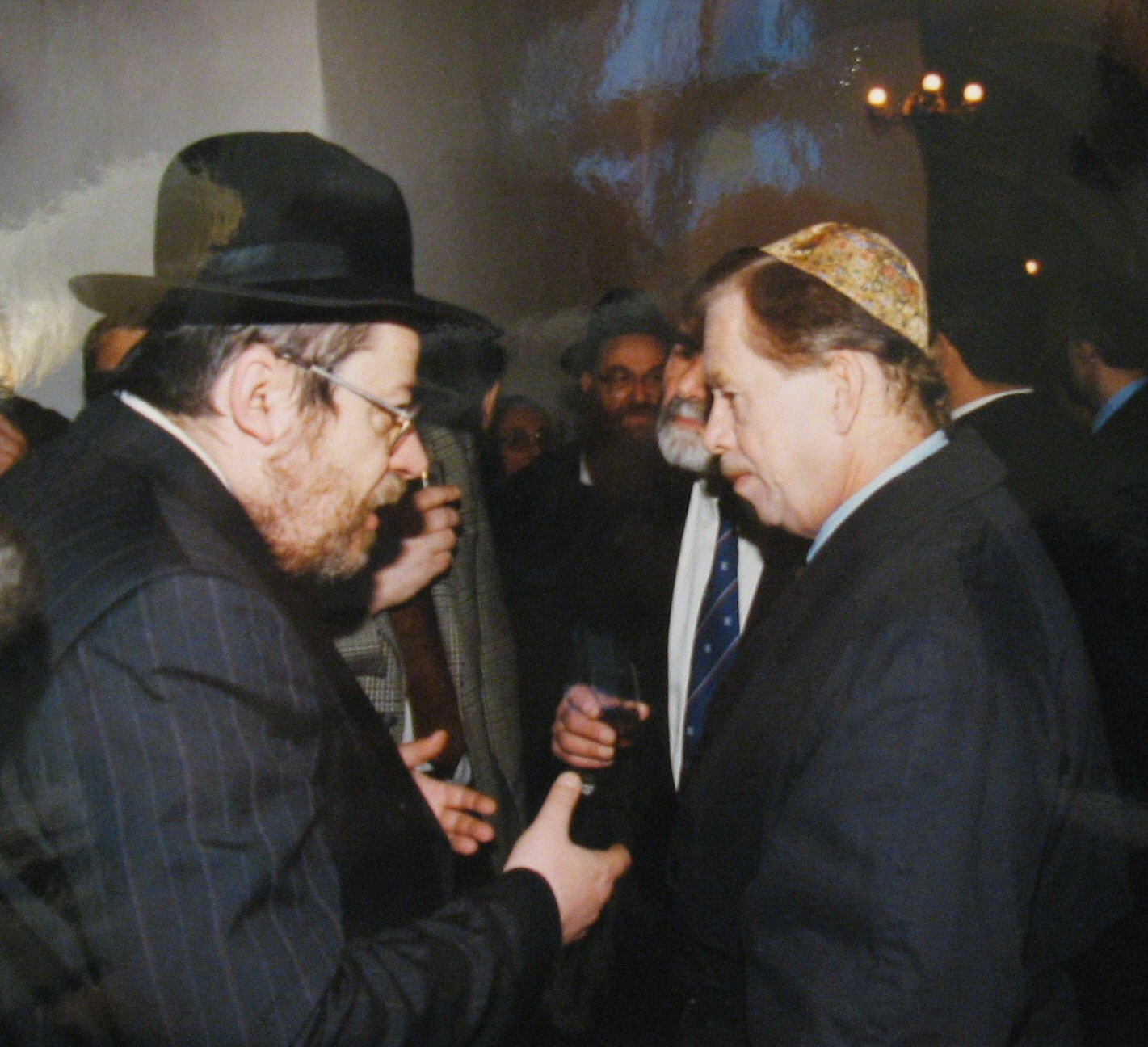
Václav Havel blir Tjeckoslovakiens president.

- 1 december – Amerikanska jaktflygplan från Clark Air Base i Filippinerna hjälper regeringen Corazon Aquino med att slå ner ett statskuppförsök. USA har också skickat 100 marinsoldater från sin flottbas vid Subic Bay för att skydda sin ambassad i Manila[1].
- 2 december – Sveriges statsminister Ingvar Carlsson tillkännager att Sverige skall satsa en miljard kronor i bistånd till de forna kommuniststaterna i Östeuropa[6].
- 5 december – Det första bandet av det stora svenska lexikonet Nationalencyklopedin utkommer.
- 6 december – Halvstatliga PKbanken köper Nordbanken, varvid koncernen får namnet Nordbanken[2].
- 8 december – Den svenska riksdagen beslutar att från och med 1991 överföra skolväsendet till kommunerna[2].
- 12 december – Volvo säljer sin del av Pharmacia och sin livsmedelsgrupp till statliga Procordia för 24 miljarder i Sveriges dittills största affär[9].
- 14 december
  - De svenska lärarna godtar kraven på närvaro och fortbildning[2].
  - Sveriges regering begränsar möjligheterna för turkbulgarer att få asyl i Sverige[15].
- 15 december
  - Saab-Scania får en ny hälftenägare, amerikanska GM, och bolaget ombildas till Saab Automobile med huvudkontor i Trollhättan med amerikansk ledning[8]. Detta för 3,8 miljarder SEK[9].
  - I Chiles första fria presidentval sedan 1970, blir kristdemokraten Patricio Aylwin vald med 54% av rösterna.
- 17 december – Den animerade TV-serien Simpsons har premiär i USA med avsnittet "Simpsons Roasting on an Open Fire"[16].
- 19 december – Efter en explosion ombord på iranska supertankern Kharg 5 norr om Kanarieöarna driver ett 25 mil brett bälte, bestående av 80 000 ton olja, mot Marockos kust[7].
- 22 december – Filmen Tillbaka till framtiden del II har svensk premiär.
- 23 december – Inbördeskrig i Rumänien[13].
- 25 december
  - Revolution har utbrutit i Rumänien, där presidentparet Nicolae och Elena Ceaușescu avrättas[8].
  - Danska passagerarfärjan Poul Anker kolliderar med Blenheims fyr vid Blenheims grund utanför Falsterbo, Sverige. 100-tals liter olja läcker ut och fyren hamnar på färjans förskepp[7].
- 28 december – Dramatikern Václav Havel väljs till president i Tjeckoslovakien[9].

### Okänt datum
- Den svenska regeringen drar tillbaka finansminister Kjell-Olof Feldts åtstramningspaket med bland annat höjd moms.
- Sveriges riksbank avskaffar de sista delarna av den svenska valutaregleringen.
- Sveriges utrikesminister Sten Andersson besöker Litauiska SSR och uttalar att han inte anser de baltiska staterna vara under sovjetisk ockupation.
- Överlägset flest giftermål någonsin, (108 919) sedan SCB började bokföra giftermål 1749. Kan jämföras med 1988 (44 229).
- Regementena I 3 Örebro, I 11 Växjö och I 17 Uddevalla i Sverige läggs ned.

## Födda

### Första kvartalet

#### Januari
- 3 januari – Alex D. Linz, amerikansk skådespelare.
- 9 januari – Nina Dobrev, amerikansk skådespelare.
- 14 januari – Fransesca Sandford, brittisk musiker.
- 24 januari – Calvin Goldspink, brittisk musiker.
- 26 januari – Rebecca Scheja, svensk skådespelare, sångerska och DJ (Rebecca & Fiona).

#### Februari
- 5 februari – Jeremy Sumpter, amerikansk skådespelare.
- 12 februari – Afshan Azad, brittisk skådespelare.
- 16 februari – Johan Mårtensson, svensk fotbollsspelare.
- 17 februari – Stacey McClean, brittisk musiker.
- 21 februari – Corbin Bleu, amerikansk skådespelare och sångare.

#### Mars
- 1 mars – Carlos Vela, mexikansk fotbollsspelare.
- 2 mars – Jennifer Kücükaslan, svensk sportjournalist.
- 16 mars – Theo Walcott, brittisk fotbollsspelare.
- 18 mars – Lily Collins, brittisk-amerikansk skådespelare.
- 21 mars
  - Jordi Alba, spansk fotbollsspelare.
  - Rochelle Wiseman, brittisk musiker.

### Andra kvartalet

#### April
- 8 april – Morgan Korsmoe, svensk musiker, medlem i Larz-Kristerz.
- 22 april – Jasper Cillessen, nederländsk fotbollsspelare, målvakt.

#### Maj
- 4 maj – Greg Casar, amerikansk demokratisk politiker.
- 5 maj
  - Chris Brown, amerikansk rappare.
  - Anna Hasselborg, svensk curlingspelare.
  - Agnes Knochenhauer, svensk curlingspelare.
- 11 maj – Giovani dos Santos, mexikansk fotbollsspelare.
- 12 maj – Rosaria Aiello, italiensk vattenpolospelare.
- 13 maj – Caroline Hedwall, svensk golfspelare.

#### Juni
- 4 juni – Pekka-Eric Auvinen, finländsk massmördare.
- 16 juni – Odion Ighalo, nigeriansk fotbollsspelare.
- 27 juni – Matthew Lewis, engelsk skådespelare.

### Tredje kvartalet

#### Juli
- 1 juli – Mehdi Carcela-González, marockansk fotbollsspelare.
- 2 juli – Alex Morgan, amerikansk fotbollsspelare.
- 9 juli – Roman Koudelka, tjeckisk backhoppare.
- 13 juli – Sayumi Michishige, japansk sångerska.
- 16 juli – Gareth Bale, walesisk fotbollsspelare.
- 21 juli – Rory Culkin, amerikansk skådespelare.
- 23 juli – Daniel Radcliffe, brittisk skådespelare, mest känd i rollen som Harry Potter.
- 29 juli – Kosovare Asllani, svensk fotbollsspelare.

#### Augusti
- 15 augusti – Joe Jonas, amerikansk skådespelare/sångare.
- 16 augusti – Marcus Stoinis, australisk cricketspelare.
- 19 augusti – Lil' Romeo, amerikansk rap-artist.
- 21 augusti
  - Aleix Vidal, spansk fotbollsspelare.
  - Hayden Panettiere, amerikansk skådespelare.
- 22 augusti – Niklas Bäckström, svensk utövare av Mixed martial arts.

#### September
- 1 september
  - Bill Kaulitz, tysk sångare, medlem i Tokio Hotel.
  - Tom Kaulitz, tysk musiker, medlem i Tokio Hotel.
- 5 september – Elena Delle Donne, amerikansk basketspelare.
- 6 september – Sara Aldén,

svensk jazzsångare och kompositör.
- 8 september – Avicii, svensk discjockey.
- 13 september
  - Jenna Simula, finländsk politiker.
  - Thomas Müller, tysk fotbollsspelare.
- 15 september – Ida Fässberg, svenskt mordoffer.

### Fjärde kvartalet

#### Oktober
- 1 oktober – Brie Larson, amerikansk skådespelare.
- 10 oktober – Aimee Teegarden, amerikansk skådespelare.
- 13 oktober – Alexandria Ocasio-Cortez, amerikansk politiker.
- 17 oktober – Charles Oliveira, brasiliansk MMA-utövare.
- 24 oktober
  - Cristian Gamboa, costaricansk fotbollsspelare.
  - Pewdiepie, Svensk Youtuber
  - Shenae Grimes, kanadensisk skådespelare.
  - David Castañeda, mexikansk-amerikansk skådespelare.
- 30 oktober – Jay Asforis, brittisk musiker.

#### November
- 7 november – Ellen Bergström, svensk influenser och skådespelare.
- 11 november – Reina Tanaka, japansk sångerska.
- 30 november – Daisy Evans, brittisk musiker.

#### December
- 9 december – Ellinore Holmer, svensk sångerska, pianospelare och skådespelare.
- 13 december – Taylor Swift, amerikansk sångerska.
- 28 december – Mackenzie Rosman, amerikansk skådespelare.
- 30 december – Ryan Sheckler, professionell skateboardåkare.

## Avlidna

### Första kvartalet

#### Januari
- 7 januari – Hirohito, 87, kejsare av Japan 1926–1989.
- 18 januari – Nils Axelsson, 83, svensk fotbollsspelare.
- 20 januari – Józef Cyrankiewicz, 77, polsk politiker, Polens premiärminister 1947–1952 och 1954–1970.
- 23 januari – Salvador Dalí, 84, spansk surrealistisk konstnär.[8]
- 24 januari – Ted Bundy, 42, amerikansk seriemördare (avrättad).

#### Februari
- 3 februari – John Cassavetes, 59, amerikansk skådespelare och regissör.
- 26 februari – Roy Eldridge, 78, amerikansk jazztrumpetare.
- 27 februari – Konrad Lorenz, 85, österrikisk zoolog och etolog, Nobelpristagare i fysiologi eller medicin 1973.

#### Mars
- 6 mars – Harry Andrews, 77, brittisk skådespelare.
- 9 mars – Robert Mapplethorpe, 42, amerikansk fotograf.
- 30 mars – Arto Tolsa, 43, finländsk fotbollsspelare.

### Andra kvartalet

#### April
- 12 april – Sugar Ray Robinson, 67, amerikansk boxare.
- 15 april – Albert Bonnier Jr, 81, svensk företagare.
- 16 april – Harald Edelstam, 76, svensk diplomat och ambassadör.
- 19 april – Daphne du Maurier, 81, brittisk författare.
- 22 april – Emilio Segrè, 84, italiensk-amerikansk fysiker, Nobelpristagare i fysik 1959.
- 26 april – Lucille Ball, 77, amerikansk skådespelare.
- 30 april – Sergio Leone, 60, italiensk filmregissör.

#### Maj
- 16 maj – Niels Bollmann, 49, dansk politiker, Danmarks bostadsminister 1982–1986.
- 20 maj – Pavel Juráček, 53, tjeckoslovakisk manusförfattare, regissör och dissident.
- 23 maj – Ansa Ikonen, 75, finländsk skådespelare.
- 25 maj – Pekka Kuusi, 71, finländsk ämbetsman och politiker, Finlands social- och hälsovårdsminister 1971.
- 27 maj – Arsenij Tarkovskij, 81, sovjetisk poet och översättare.

#### Juni
- 3 juni – Ruhollah Khomeini, iransk ayatolla och politiker, Irans högste ledare 1979–1989[13].
- 28 juni – Joris Ivens, 90, nederländsk dokumentärfilmare.

### Tredje kvartalet

#### Juli
- 2 juli
  - Hilmar Baunsgaard, 69, dansk politiker, Danmarks statsminister 1968–1971.
  - Andrej Gromyko, 79, sovjetisk diplomat och politiker.
- 6 juli – János Kádár, 77, ungersk politiker, generalsekreterare i Ungerns socialistiska arbetarparti 1956–1988.
- 11 juli – Sir Laurence Olivier, 82, brittisk skådespelare.
- 16 juli – Herbert von Karajan, 81, österrikisk dirigent.
- 18 juli – Rebecca Schaeffer, 21, amerikansk skådespelerska.
- 22 juli – Martti Talvela, 54, finländsk operasångare.

#### Augusti
- 17 augusti – Anton Nilson, 101, svensk socialist, deltog i Amaltheadådet 1908.
- 21 augusti – Heikki H. Herlin, 88, finländsk industriman.
- 22 augusti – Lillebil Ibsen, 90, norsk skådespelare.

#### September

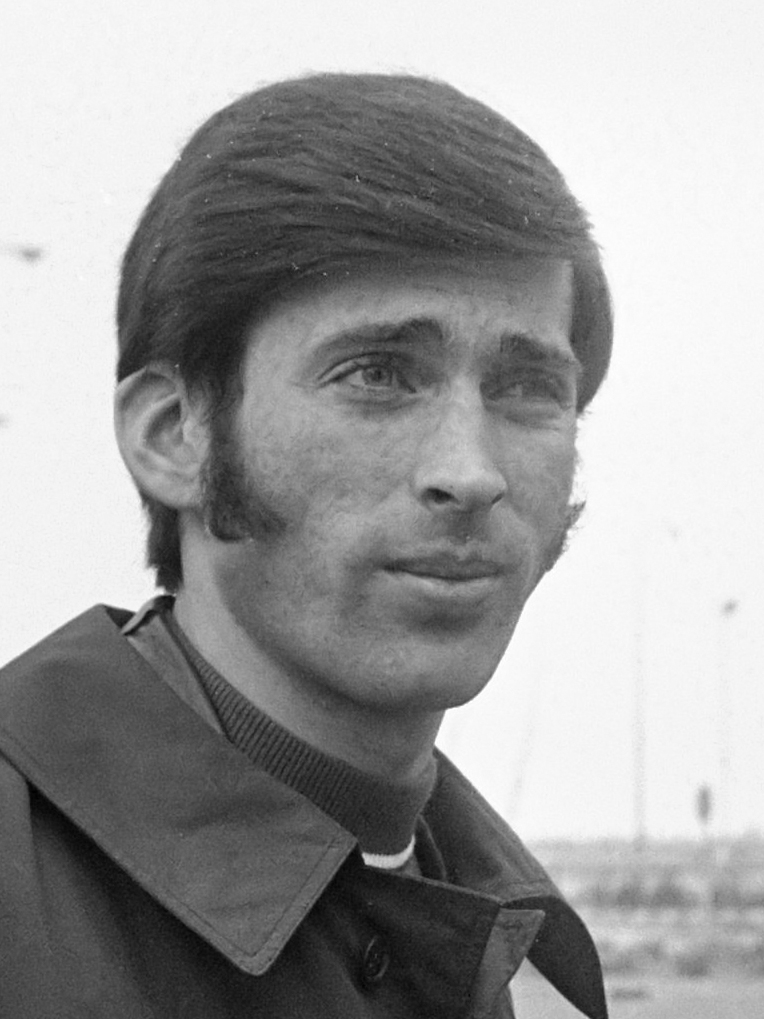
Den polske fotbollsspelaren Kazimierz Deyna avled den 1 september, 41 år gammal.

- Den polske fotbollsspelaren Kazimierz Deyna avled den 1 september, 41 år gammal.1 september – Kazimierz Deyna, 41, polsk fotbollsspelare.
- 4 september – Georges Simenon, 86, belgisk deckarförfattare.
- 22 september – Irving Berlin, 101, amerikansk kompositör.
- 23 september – Per-Erik Lindorm, 80, svensk journalist, manusförfattare och skriftställare.
- 28 september – Ferdinand Marcos, 72, filippinsk politiker, Filippinernas president 1965–1986.

### Fjärde kvartalet

#### Oktober
- 4 oktober – Graham Chapman, 48, brittisk komiker, medlem i Monty Python.
- 6 oktober – Bette Davis, 81, amerikansk skådespelare.
- 24 oktober – Mary McCarthy, 77, amerikansk författare.

#### November
- 12 november – Dolores Ibárruri, 93, spansk kommunistisk politiker.
- 20 november
  - Sighsten Herrgård, 46, svensk modedesigner.
  - Leonardo Sciascia, 68, italiensk författare.
- 26 november – Gunnar Hedlund, 89, svensk politiker, Bondeförbundets partiledare 1949–1971, Sveriges inrikesminister 1951–1957.[2]
- 30 november – Ahmadou Ahidjo, 65, kamerunsk politiker, Kameruns president 1960–1989.

#### December
- 6 december – Marc Lépine, 25, kanadensisk massmördare.
- 14 december – Andrej Sacharov, 68, sovjetrysk kärnfysiker och medborgarrättskämpe, mottagare av Nobels fredspris 1975.
- 19 december – Henry Theel, 72, finländsk sångare.
- 22 december – Samuel Beckett, 83, irländsk-fransk författare, Nobelpristagare i litteratur 1969.
- 25 december
  - Elena Ceaușescu, 73, rumänsk politiker, gift med Nicolae Ceaușescu sedan 1946 (avrättad).
  - Nicolae Ceaușescu, 71, rumänsk politiker, Rumäniens president 1965–1989 (avrättad).
  - Riccardo Morandi, 87, italiensk ingenjör.
- 31 december – Gerhard Schröder, 79, tysk politiker.

## Nobelpris[17]
- Nobelpriset i fysik
  - Norman F. Ramsey, USA
  - Hans G. Dehmelt, USA
  - Wolfgang Paul, Västtyskland
- Nobelpriset i kemi
  - Sidney Altman, USA / Kanada
  - Thomas R. Cech, USA
- Nobelpriset i fysiologi eller medicin
  - J. Michael Bishop, USA
  - Harold E. Varmus, USA
- Nobelpriset i litteratur – Camilo José Cela, Spanien
- Nobels fredspris – Dalai Lama Tenzin Gyatso, Tibet
- Sveriges Riksbanks pris i ekonomisk vetenskap till Alfred Nobels minne – Trygve Haavelmo, Norge

## 1989 i populärkulturen
- Serien Berts betraktelser är från början tänkt att utspela sig 1989, även om anakronismer förekommer.[18]

### Fotnoter
1. 1 2 3 4  ”USA:s militära insatser i utlandet”. Arkiverad från originalet den 29 november 2005. https://web.archive.org/web/20051129052401/http://www.history.navy.mil/library/online/forces.htm. Läst 31 januari 2011.
2. 1 2 3 4 5 6 7 8 9 10 11 12 13 14 15 16 17  Hundra år i Sverige – 1989, Hans Dahlberg, Albert Bonniers, 1999
3. 1 2 3 4 5 6 7 8 9 10 11 12 13 14 15 16 17  Faktakalendern 1996, Semic, 1995
4. 1 2 3  Faktakalendern 2000 – 1989 (Sverige), 1999
5. ↑  Horisont 1989, Bertmarks, sidan 19 - George Bush installerade i Vita huset
6. 1 2 3 4 5 6 7 8 9 10 11  Sverige 1900-talet – 1989, NE, Bra Böcker, 2000
7. 1 2 3 4 5 6 7 8   Faktakalendern 1997, Semic, 1996
8. 1 2 3 4 5 6 7 8 9 10 11 12 13 14 15 16 17 18 19 20  20:e århundrades När Var Hur – 1989, Bernt Himmelstedt, Forum, 1999
9. 1 2 3 4 5 6 7 8 9 10 11  100 år med Aftonbladet – 1989, 1999
10. ↑  Horisont 1989, Bertmarks, sidan 53 - Algeriet flerpartistat
11. ↑  Horisont 1989, Bertmarks, sidan 66 - Radikala reformer Jugoslaviens räkning
12. ↑  Horisont 1989, Bertmarks, sidan 68 - Högerpresident vald i El Salvador
13. 1 2 3 4 5 6 7 8 9 10 11 12 13  Faktakalendern 2000 – 1989 (Utlandet), Semic, 1999
14. ↑  ”NY Times 3 maj 1990”. http://query.nytimes.com/gst/fullpage.html?res=9C0CE0DF153BF937A1575BC0A966958260.
15. ↑  Horisont 1989, Bertmarks förlag, sidan 289 - Skärpt svensk flyktingpolitik
16. ↑  ”TV.com”. Arkiverad från originalet den 16 september 2010. https://web.archive.org/web/20100916035622/http://www.tv.com/the-simpsons/simpsons-roasting-on-an-open-fire/episode/1286/summary.html?tag=ep_guide;summary.
17. ↑  ”Nobelpriset”. https://www.nobelprize.org/prizes/lists/all-nobel-prizes/. Läst 10 april 2011.
18. ↑  Berts första betraktelser, Anders Jacobsson och Sören Olsson, Rabén & Sjögren, 1990, sidan 49-50 –  19 januari